# Mocis repanda
Mocis repanda (tên tiếng Anh: Striped Grass Looper) là một loài bướm đêm thuộc họ Erebidae. Nó được tìm thấy ở Trung Mỹ và the Vùng Caribe, bao gồm Cuba, Cộng hòa Dominica, Guadeloupe, Guatemala, Jamaica, Puerto Rico và Saint Thomas. Strays can be được tìm thấy ở Hoa Kỳ, tới miền nam Texas.

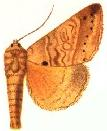

Ấu trùng ăn nhiều loại cỏ, bao gồm Cenchrus viridis, Trichlons pluriflora, Eriochloa punctata, Leptochloa walleye và Panic fasciculate. It is considered a pest on corn, sugar-cane và Bermuda grass.